# Hermann Pook

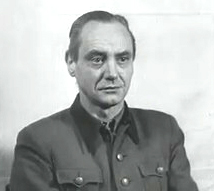
Pook während der Nürnberger Prozesse. Aufnahme von Januar 1947.

Hermann Pook (* 1. Mai 1901 in Berlin; † 1983) war ein deutscher SS-Obersturmbannführer (1942/43) sowie als leitender Zahnarzt Vorgesetzter der Zahnärzte in Konzentrationslagern.

## Leben
Pook beendete seine Schullaufbahn am Gymnasium im Jahr 1921 mit dem Abitur. Anschließend studierte er bis 1925 Zahnmedizin an der Universität Berlin und promovierte 1927 zum Dr. med. dent. Zwischen 1925 und 1940 praktizierte Pook in Berlin-Lichterfelde als niedergelassener Zahnarzt.
Zum 1. Mai 1933 trat er der NSDAP (Mitgliedsnummer 2.645.140) und zum 1. Juni 1933 der SS bei (SS-Nummer 155.870). Anfang Oktober 1940 kam Pook zur Waffen-SS und wurde Anfang Dezember 1940 Zahnarzt im SS-Sanitätsamt. Vom 1. April 1942 bis zum 1. Februar 1943 war er beim „Zahnärztlichen Institut der Waffen-SS“ eingesetzt und danach als Zahnarzt bei der 9. SS-Panzer-Division „Hohenstaufen“. Von September 1943 bis zum Ende des Zweiten Weltkrieges im Mai 1945 war Pook im Amt D III des SS-Wirtschafts- und Verwaltungshauptamt vorgesetzter Zahnarzt aller Zahnärzte in Konzentrationslagern, unter anderem der beim 1. Auschwitzprozess angeklagten Zahnärzte Willy Frank und Willi Schatz.

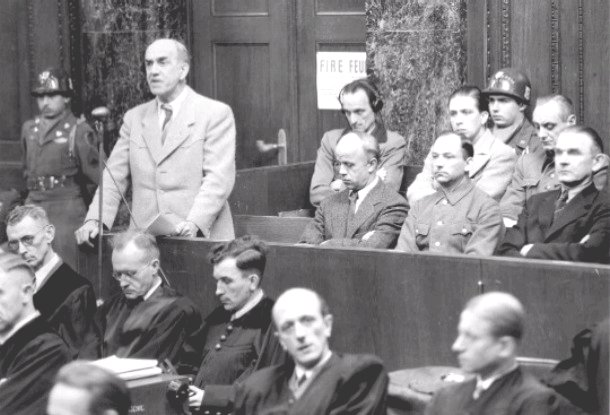
Schlussworte der Angeklagten am 22. September 1947, am Mikrofon Oswald Pohl. Hermann Pook in der hinteren Reihe rechts.

Nach seiner Festnahme wurde Pook während der Nürnberger Prozesse im Prozess Wirtschafts- und Verwaltungshauptamt der SS am 3. November 1947 durch ein amerikanisches Militärgericht zu zehn Jahren Freiheitsstrafe verurteilt. Er wurde begnadigt und am 1. Februar 1951 aus dem Kriegsverbrechergefängnis Landsberg entlassen.
Anschließend praktizierte Pook als niedergelassener Zahnarzt in Hemmingstedt. Im „1. Frankfurter Auschwitz-Prozess Strafsache gegen Mulka u. a.“ wurde er als Zeuge verhört, seine Aussage wurde am 19. November 1964 verlesen.